# Zofia Marchlewska
Zofia Marchlewska, właśc. Sonja Marchlewska-Vogeler (ur. 30 sierpnia 1898 w Koppitz k. Drezna, zm. 4 lutego 1983 w Warszawie) – polska pisarka, dziennikarka, działaczka ruchu robotniczego.
Urodziła się ze związku Juliana Marchlewskiego i Bronisławy z domu Gutman (córka Henryka-Hirsza Gutmana (Бронислава Генриховна Гутман). Od 1921 do 1932 działała w Komunistycznej Partii Niemiec. Była tłumaczką w Kominternie. Po wyjeździe do ZSRR pracowała w moskiewskim Instytucie Marksa-Engelsa-Lenina, Komitecie Centralnym Międzynarodowej Organizacji Pomocy Rewolucjonistom (MOPR), w Sowinformbiuro, oraz do 1950 pracowała w Związku Pisarzy ZSRR. W 1957 powróciła do Polski, gdzie poświęciła czas na pisaniu wspomnień o swoim ojcu. Opublikowała dwie książki, pisała felietony i recenzowała artykuły i inne publikacje na temat Juliana Marchlewskiego. Była członkiem PZPR.
Jej mężem był niemiecki malarz i literat Heinrich Vogeler, a ich synem Jan Vogeler.
Zmarła 4 lutego 1983. Została pochowana na Cmentarzu Wojskowym na Powązkach w Warszawie (kw. 37D-3-1).